# Vivo: Desde el fin del mundo
Vivo: Desde el fin del mundo es el primer álbum en vivo del trapero argentino Duki. Fue realizado en medio de un show en vivo desde El Calafate. Esta versión de Desde el fin del mundo, cuenta con 11 canciones y algunos invitados.

## La transmisión
La grabación en vivo fue directamente desde cercanías al Glaciar Perito Moreno. El directo fue presenciado por más de 200 mil fanáticos a través del canal oficial de Movistar de YouTube.

## Lista de canciones
Tracklist de Vivo Desde el Fin del Mundo
1. «Sudor y Trabajo»
2. «Chico Estrella»
3. «Ticket»
4. «Mi Diablo»
5. «Rápido»
6. «I Don´t Know»
7. «Luna» (junto con Asan)
8. «Malbec»
9. «Sol» (junto con Lara91k)
10. «Volando Bajito»
11. «Cascada»

## Personal
| Artista principal - Duki – voz principal, escritor, compositor Artistas invitados - Asan – voz (pista 7) coros y piano - Yesan – coros y guitarra - Lara91k – voz (pista 9) |